# Bataille de Koutoum
Ne doit pas être confondu avec Bataille de Khartoum (2023-2025).
Guerre civile soudanaise
La bataille de Koutoum était une bataille pendant la guerre du Soudan qui s'est déroulé dans et autour de la ville de Koutoum au Darfour du Nord. Les Forces de soutien rapide ont rapidement envahi la ville et ont perpétré des massacres dans la ville et dans le camp de déplacés voisin de Kassab. Le groupe a ensuite attaqué les villages voisins début juin.

## Contexte
À Khartoum, la capitale soudanaise, de nombreux Janjawids se sont enrôlés dans les Forces de soutien rapide (FSR) dirigées par Hemedti, un groupe paramilitaire affilié à l'armée soudanaise fondée en 2013. Le chef de l'administration civile Abdalla Hamdok a été renversé en 2021 par Abdel Fattah al-Burhan, le chef militaire de transition, avec l'aide des FSR. Cependant, début 2023, les tensions se sont accrues entre Hemedti et Burhan au sujet de l'intégration de la FSR dans l'armée soudanaise, car cette intégration réduirait considérablement l'indépendance et l'efficacité de la FSR. Ces tensions ont atteint leur paroxysme le 15 avril, lorsque des soldats des FSR ont attaqué des positions des Forces armées soudanaises à Khartoum et à Merowe.

## Bataille et massacre
Aucune attaque n'a eu lieu à Koutoum la semaine où les combats ont éclaté le 15 avril 2023, bien que d'autres villes du Darfour-Nord, comme El Fasher et Kabkabiya, aient été confrontées à des attaques des FSR.
Les combats à Koutoum ont commencé le 30 mai après qu'un gang local ait tué un officier des gardes-frontières du Darfour, un parent du fondateur des Janjaweed et criminel de guerre Musa Hilal. Les FSR ont ensuite attaqué le centre de Koutoum, déclenchant des affrontements entre le groupe et les FAS. Bien que le gouvernement soudanais ait affirmé avoir repoussé l'attaque des FSR, les habitants ont déclaré que la ville avait été prise par les FSR le 4 juin. Le lendemain, les FSR ont publié une vidéo montrant des combattants visitant la garnison de la 22e brigade de l'armée soudanaise et montrant des soldats des FAS capturés.
Des affrontements se sont propagés au camp de réfugiés de Kassab le 4 juin. Au moins cinquante civils ont été tués lors des attaques contre Kassab, et de nombreux autres ont été blessés. Au cours des combats, le marché de Koutoum a été détruit, ainsi qu'une grande partie de Kassab. Minni Minnawi, le gouverneur de la région du Darfour, a qualifié Koutoum de « zone sinistrée » le 5 juin et a déploré les massacres. Des habitants s'adressant à Middle East Eye ont déclaré que les auteurs des attaques contre Kassab étaient les FSR et que des bâtiments officiels de la ville avaient été incendiés. De nombreux habitants ont fui vers El Fasher ou Hashabah, tous deux situés à des dizaines de kilomètres.
Le gouverneur du Darfour du Nord, Nimir Abdelrahman, a publié une déclaration déplorant les meurtres. Le 7 juin, l'Unité soudanaise de lutte contre la violence à l'égard des femmes a déclaré qu'au moins 18 femmes, dont des adolescentes, avaient été violées par les FSR et les gardes-frontières du Darfour après la prise de la ville. Les attaques contre les villages entourant Koutoum ont commencé le 9 juin, le maire de la ville de Farouk, Mohamedein Bektum, ayant été exécuté par des combattants des FSR après avoir refusé de rendre les clés de sa voiture,,. Lors des attaques des 8 et 9 juin, au moins trente-cinq autres personnes ont été tuées dans des attaques des FSR. Le gouverneur Abdelrahman a déclaré que 5 000 familles à Koutoum uniquement avaient besoin d’aide humanitaire. En juillet, plus de 90 % de la population de Koutoum avait fui.

## Conséquences
En juillet, les FSR ont imposé des frais aux résidents restants de Koutoum en échange d’une protection contre les gangs et les attaques de représailles. Les marchands le long de la route Koutoum-El Fasher étaient également taxés. Les résidents restants attestent que les attaques contre les villages voisins, ainsi que les massacres et les viols, se sont poursuivis.
Le 28 mai 2024, les forces armées soudanaises ont bombardé l'hôpital de Koutoum, un complexe médical pour les civils blessés à Koutoum, tuant et blessant de nombreuses personnes. L'attaque a gravement endommagé la maternité, plusieurs bâtiments de l'hôpital et du matériel médical, tout en détruisant complètement le réseau électrique de l'hôpital,.

### Lectures complémentaires
- Soudan : des dizaines de morts lors d'une attaque des FSR à Koutoum, au Darfour-Nord - Middle East Eye